# Saab Sonett
La Sonett est un modèle automobile Saab de sport à deux places, décliné en plusieurs versions au fil des années.
La Sonett I fut tout d'abord désignée Saab 94, tandis que les Sonett II et III sont connues sous le nom de code Saab 97. Dans les années 1950 Rolf Mellde suggéra au constructeur de fabriquer, en quantité réduite, une voiture à deux places sans toit. L'ingénieur dessina lui-même la voiture dans le plus grand secret, dans une grange, à Åsaka près de Trollhättan. Une équipe restreinte à seulement quelques personnes travaillait pendant son temps libre au projet, dont le coût total s'élevait à 75 000 couronnes suédoises. Le nom « Sonett » provient du suédois « så nätt den är » (qu'elle est belle !), une exclamation que Rolf Mellde exprimait souvent pendant le développement des modèles, et non du sonnet, forme d'écriture poétique. Ce nom fut suggéré auparavant à la fois pour la Saab 92 et la Saab 93.

## Saab 94 (1956)

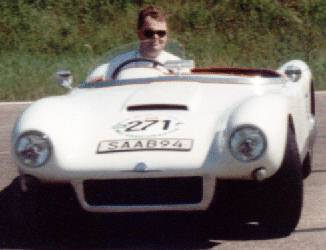
Saab 94

Le 16 mars 1956 la Saab Sonett Super Sport, ou Saab 94, est présentée à Stockholm. Elle sera plus tard connue sous le nom de Sonett I.
Seulement 6 exemplaires ont été fabriqués, l'original ayant une carrosserie faite à la main, et les autres en polyester renforcé de fibre de verre en utilisant l'original comme modèle. Elle s'anime d'un moteur 3 cylindres deux temps de 748 cm3, qui développe jusqu'à 57,5 chevaux DIN (43 kW). La conception de la carrosserie, supportée par un châssis en aluminium, se montrait assez en avance sur son temps.
En septembre 1966, la voiture numéro 1 bat le record suédois de vitesse pour les voitures de cylindrée inférieure à 750 cm3, en atteignant la vitesse de 159,40 km/h.

## Saab Sonett II (Saab 97 - 1966/1970)

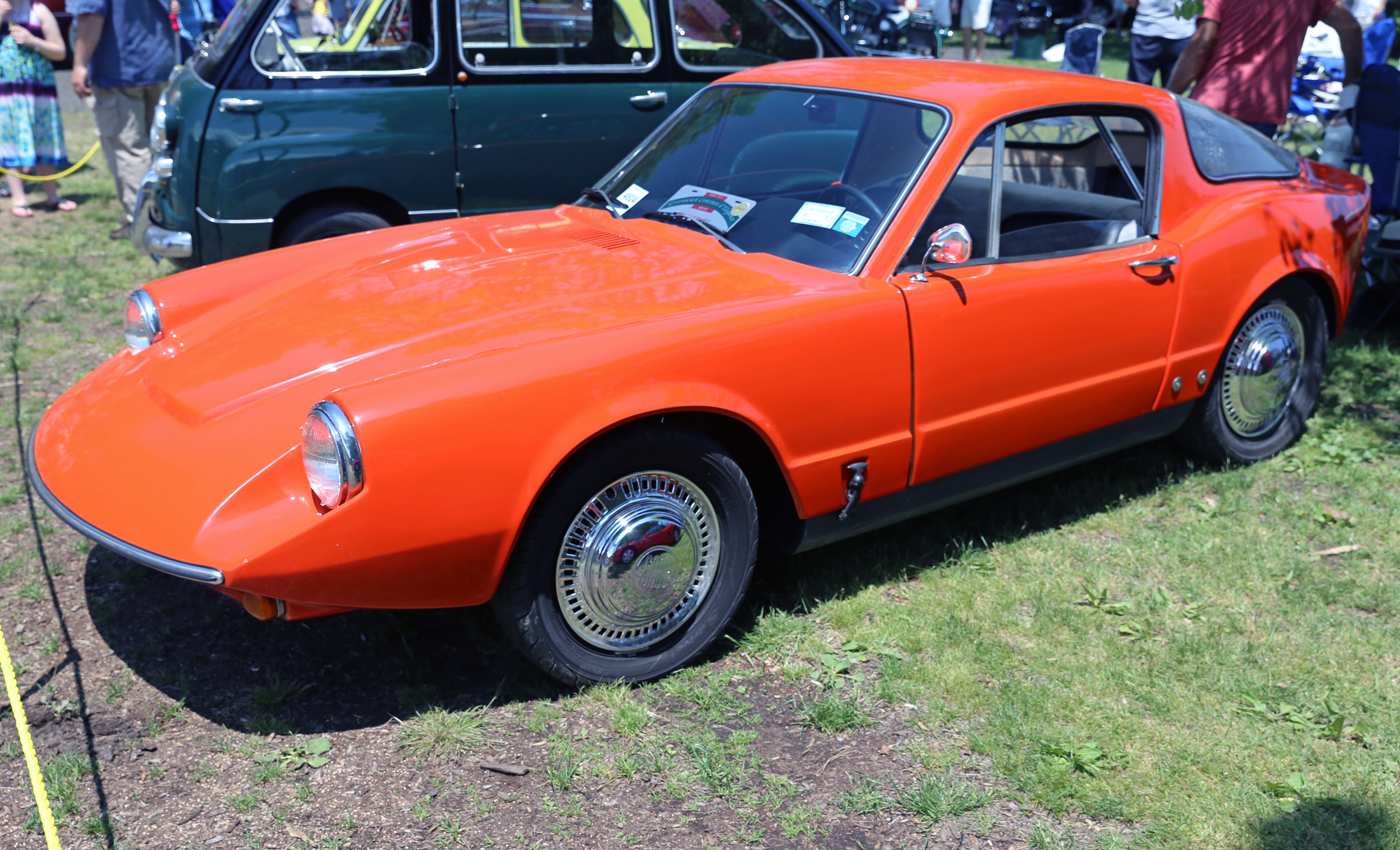
Une Saab Sonett II.

Dans les années 1960 Björn Karlström engagea Saab à développer une nouvelle voiture de sport 2 places, animée par un moteur deux temps, mais cette fois-ci en coupé plutôt qu'en cabriolet. Deux prototypes furent proposés, la Saab MFI13 par Malmö Flygindustri, et la Saab Catherina par le cabinet de design de Sixten Sason. C'est la MFI13 qui remporta la sélection. Sa production démarra dès 1966, après quelques modifications, dans les ateliers ASJ à Arlöv en tant que « Saab 97 ». D'abord à 28 unités la même année, puis à 230 exemplaires en 1967. Le moteur était un trois cylindres deux temps déployant 60 ch (45 kW). La Sonett II effaçait le 0 à 100 km/h en 12,5 secondes et atteignait une vitesse maximale de 150 km/h.
L'introduction réussie du moteur V4 de la Ford Taunus dans les autres modèles Saab incita à en équiper également la Sonett II. La voiture fut redessinée et désignée Sonett V4, autour du moteur Ford V4 de 1 500 cm3. Gunnar A. Sjögren dessina ainsi un capot doté d'une sorte de « bulle », nécessaire pour faire rentrer ce moteur de grande taille. Cette protubérance était légèrement décalée sur la droite, afin de laisser au conducteur une vue dégagée. Le moteur produisait 65 ch (48 kW), permettant à la Sonett V4 un démarrage de 0 à 100 km/h en 12,5 s, avec une vitesse maximale de 160 km/h.
Un total de 1 868 Sonett II et V4 fut produit.

## Saab Sonett III (Saab 97 - 1970/1974)

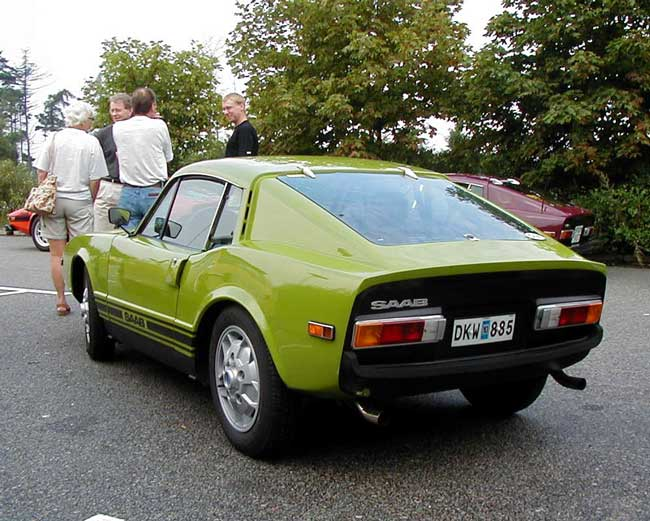
Saab Sonett III V4 (1970-1973).

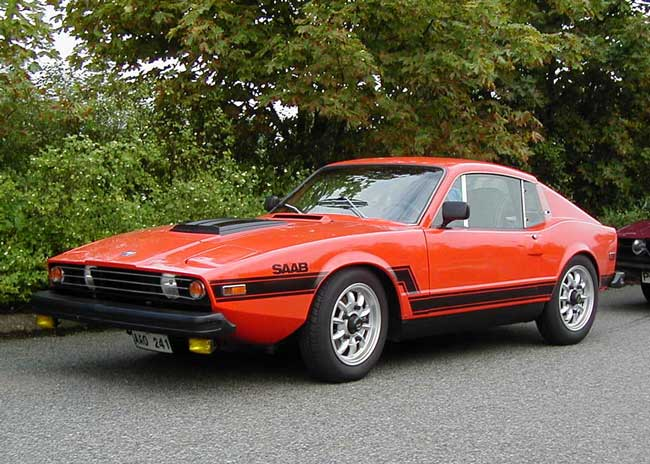
Saab Sonett III V4 (1973-1974).

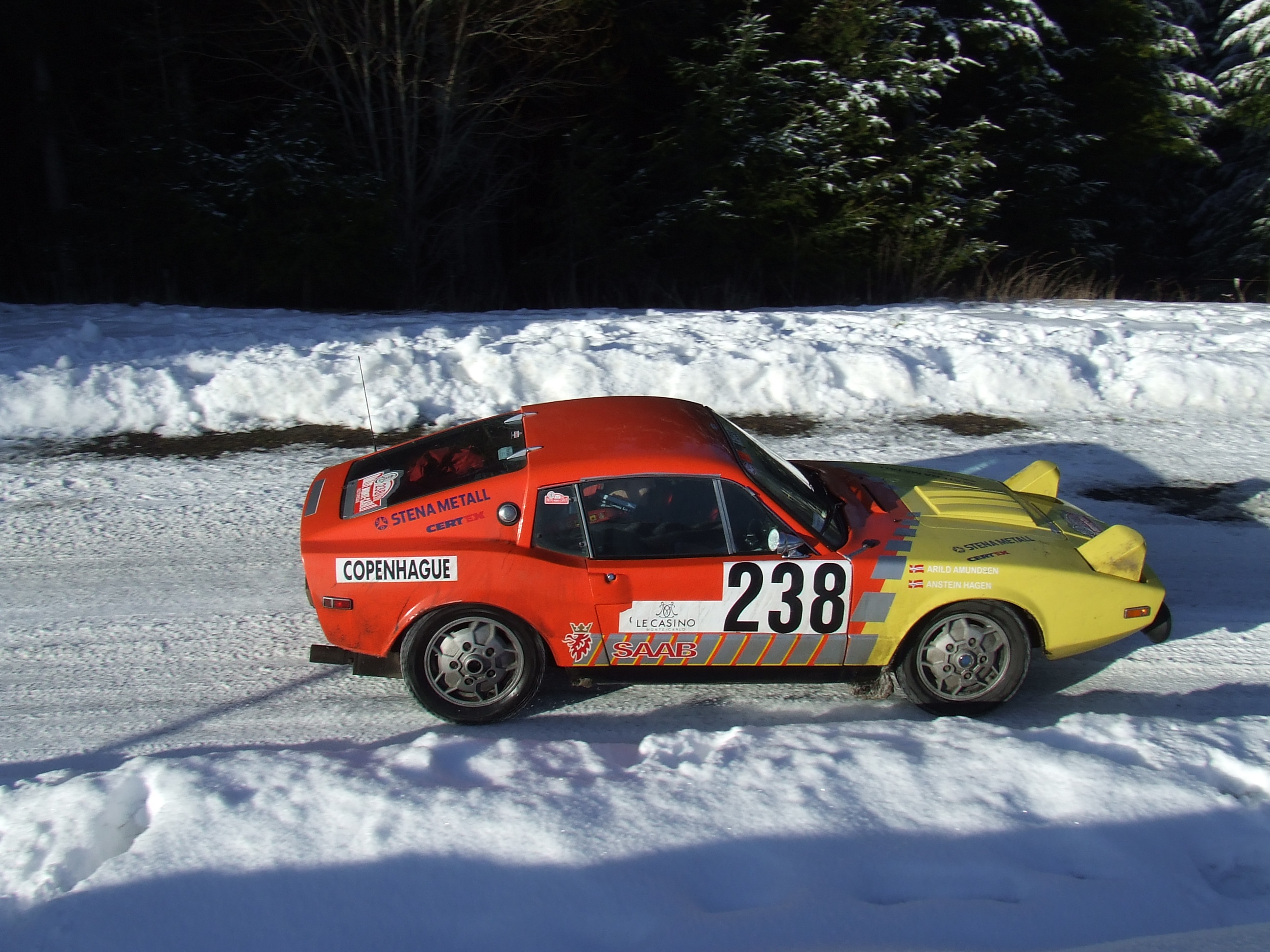
Saab Sonett participant au Rallye Monte-Carlo historique 2010

Dans les années 1970 le design de la Sonett commence à dater. Aux États-Unis notamment, la presse automobile raille sa ligne tout en saluant sa tenue de route. Pour y remédier, Saab fait appel au designer Sergio Coggiola et baptise la future nouveauté Sonett III.
Il était important que la section du milieu reste la même, mais Coggiola ignora cette obligation et traça une voiture bien plus large. Gunnar A. Sjögren modifia le dessin de Coggiola afin d'adapter la section centrale. La vitre arrière devint l'ouverture du coffre, améliorant l'accès aux bagages. L'accès au compartiment moteur fut imaginé via un petit panneau noir mat sur le haut du capot. Pour une intervention plus sérieuse, l'avant tout entier de la voiture pouvait s'enlever. Sans doute par ces profondes modifications, le nom de Coggiola n'apparaît-il pas dans la conception de la voiture. À la demande du marché nord-américain la Sonett III s'équipa d'un levier de vitesse au sol, contrairement à la précédente version qui le présentait au volant. Impératif du marché nord-américain, l'option de l'air conditionné fut ajoutée.
Les feux avant rétractables s'actionnent manuellement par une manette dans l'habitacle. En 1973, la voiture reçoit des pare-chocs auto-réparables.
La Sonett III a comme type « 97 » dans le numéro de châssis et utilise le même moteur Ford V4 qu'auparavant, avec 1 500 cm3 en 1970 et 1971, puis 1 700 cm3 pour les versions suivantes afin de respecter le contrôle d'émissions américain. Les deux versions de ce moteur fournissent 65 ch (48 kW), autorisant la Sonett III à effacer le 0 à 100 km/h en 13 s. Grâce à un étagement plus long des rapports de boîte, elle atteint une vitesse maximale de 165 km/h. Son coefficient de pénétration dans l'air (Cx) affiche 0,31. Faute de pouvoir répondre aux normes américaines plus strictes sur les émissions de gaz d'échappement, la production fut stoppée en 1974.
Au total, 10 219 Saab 97 (Sonett II et III) furent construites.